# یواس‌اس ال‌اس‌تی-۷۳۸
یواس‌اس ال‌اس‌تی-۷۳۸ (به انگلیسی: USS LST-738) یک کشتی بود که طول آن ۳۲۸ فوت (۱۰۰ متر) بود. این کشتی در سال ۱۹۴۴ ساخته شد.